# Tag24
Tag24 (Eigenschreibweise TAG24) ist ein regionales, deutsches Newsportal, das in elf Städten eigene Redaktionen und lokale Kanäle betreibt. Herausgeber ist die TAG24 NEWS Deutschland GmbH, die ihren Sitz in Dresden hat. Wie die sächsische Morgenpost, aus der es hervorging, ist es der Boulevardpresse zuzuordnen.

## Inhalt und Konzept

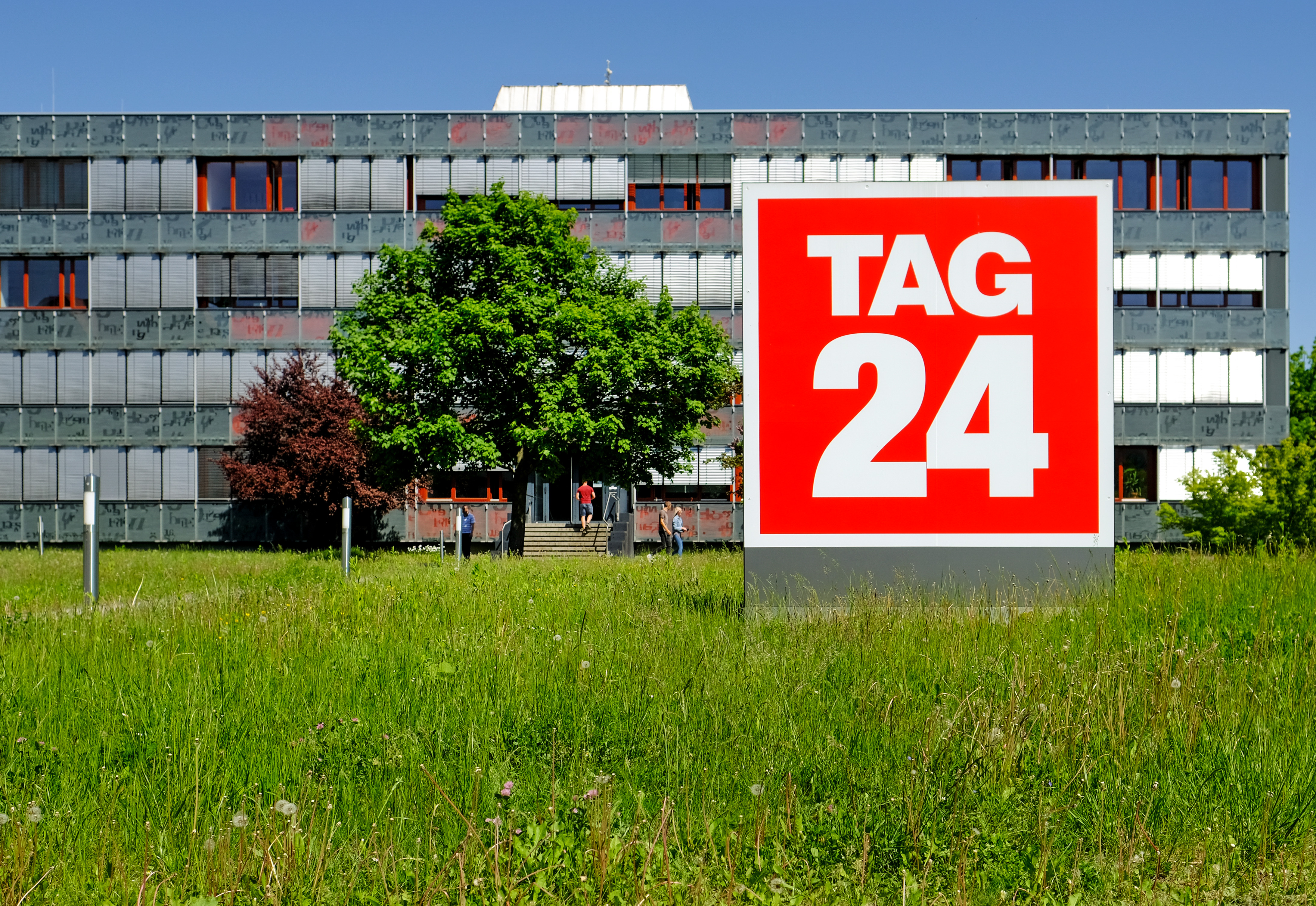
Tag24-Redaktionsgebäude in Dresden

Bei Tag24 gibt es keinen Hauptkanal, sondern die Leser entscheiden sich beim Betreten der Seite für ein lokales Fenster einer deutschen Region, aus der sie Nachrichten lesen wollen. In diesem regionalen Kanal vermischen sich regionale und überregionale Inhalte.

## Geschichte

Ursprüngliches Logo als Mopo24

Tag24 startete am 3. Oktober 2014 unter dem Namen Mopo24. Der Auftritt war als Website der sächsischen Morgenpost gedacht. Nach Spannungen mit der Hamburger Morgenpost (die bereits unter MOPO.de präsent war) und da eine Verwechslung befürchtet wurde, wurde der Name am 3. Oktober 2016 in tag24.de geändert. Unter dem Namen Tag24 entwickelte sich die Reichweite über Sachsen hinaus, sodass weitere Redaktionen in Deutschland eröffnet wurden. Stand 2022 hat Tag24 neben der Deutschland-Redaktion elf weitere Redaktionen: Berlin, Chemnitz, Dresden, Erfurt, Frankfurt am Main, Hamburg, Köln, Leipzig, Magdeburg, München und Stuttgart.

## Gesellschafterstruktur
TAG24 NEWS Deutschland GmbH gehört zur Dresdner DDV Mediengruppe, in der u. a. auch die Sächsische Zeitung und die Morgenpost erscheinen. An der Mediengruppe war bis zum 30. April 2024 Bertelsmann mit 60 Prozent beteiligt, die restlichen 40 Prozent hielt die Deutsche Druck- und Verlagsgesellschaft, sie ist das Medienbeteiligungsunternehmen der SPD.
Die Madsack Mediengruppe (Hannover) hat Anfang 2024 sämtliche Anteile an der DDV Mediengruppe aus Dresden erworben. Offiziell ist sie seit dem 1. Mai 2024, nach der Freigabe durch das Bundeskartellamt, neuer Eigentümer der DDV Mediengruppe, zu der das überregionale Boulevardportal „Tag24“, die „Sächsischen Zeitung“ (Dresden) sowie die Logistikmarke Postmodern gehören.